# Меркулова, Инесса Викторовна
Ине́сса Ви́кторовна Мерку́лова (при рождении — Дуброва, ранее — Потураева, родилась 9 ноября 1964 года в Ростове-на-Дону) — российская спортсменка-конник, участница Олимпийских игр 2016 и 2020 годов. Самая возрастная участница Олимпийских игр в истории советского и российского спорта (среди женщин и мужчин). Мастер спорта России международного класса.

## Карьера

### Обучение
Родилась 9 ноября 1964 года в Ростове-на-Дону в семье инженеров. С её слов, желание заниматься верховой ездой у неё появилось в 4 года, когда она впервые увидела лошадь в книге: в деревне она пробовала ездить на коровах, на свиньях и даже на козе, а впервые села на лошадь в деревне у бабушки. Профессионально заниматься конным спортом Инесса начала в 11 лет в Ростове-на-Дону в ДСО «Урожай» у Антона Жагорова и Дмитрия Черкашина: в учебной группе Инессы было 75 человек, однако в течение года в составе группы осталось только 4 человека. Тренировки проводились офицерами советской армии. На национальном уровне дебютировала в возрасте 13 лет, на международных турнирах — в возрасте 27 лет. По словам Меркуловой, именно Жагоров стал для неё образцом для подражания в качестве конника.
В 1996 году Инесса Меркулова окончила Северо-Осетинский государственный университет имени К. Л. Хетагурова. Тренер высшей категории. Является генеральным директором КСК «Новый век», где начала работать в 1998 году старшим тренером: в том году на базу завезли первую лошадь. Представляет клуб конного спорта «Новый век» на всероссийских соревнованиях.

### Первые лошади
В сборную СССР Меркулова пробилась благодаря коню по кличке Запорожец. К ней он попал случайно, когда его списали на бойню, но вернули на карантин с подозрением на сап. Болезнь не подтвердилась, и его приготовились снова отправить на бойню. Вышедшая недавно из декретного отпуска Инесса заполучила коня по рекомендации тренера, а спустя три года после приобретения стала абсолютной чемпионкой страны. На медобследовании у него обнаружили закупорку одной из главных вен, от которой можно было избавиться только с помощью инъекций гепарина, который тогда был в большом дефиците. Пока Запорожец проходил лечение, Инесса, по собственным словам, «практически жила на конюшне». Однако конь выздоровел, и с ним она вышла в сборную СССР. На Запорожце она выступала умело даже без седла.
Спустя некоторое время в Костроме Запорожец получил травму, когда его нога провалилась между трапами при погрузке в машину: с ноги содрало кожу, и конь потерял сознание от потери крови. Несмотря на советы отправить коня на бойню, Инесса потратила средства на необходимые бинты, присыпки и даже подорожник. В Ростове-на-Дону коню поставили диагноз «слоновость», однако при помощи одной из местных знахарок коня удалось вылечить. Сама Инесса при этом во время лечения Запорожца по глупости получила ожог глаза. После выздоровления вместе с конём она вышла на чемпионат мира. В 1994 году Ростовская ДЮСШ продала Запорожца некоей немецкой фирме: с ним Инесса выступала за границей, но вскоре фирма разорилась и продала коня. Спустя ещё два года немецкое телевидение помогло Меркуловой найти коня: его купил некий граф на радость своим детям, и после переговоров Инесса вернула себе Запорожца. На коне некоторое время выступала подруга Инессы, Элла Иванова. Во время одной из тренировок Эллы Инесса громко заявила, что со следующего дня Запорожец уходит на пенсию. В этот же момент, с её слов, Элла закричала, что коню стало плохо: Запорожец упал перед Инессой и умер у неё на руках. По одной версии, причиной смерти стал оторвавшийся тромб, по другой — обширный инфаркт, который мог быть вызван произнесёнными Инессой словами.
Среди иных коней, на которых соревновалась Меркулова, был крупный конь по кличке Таргим: его вес достигал порядка 1 тонны, а рост в холке составлял 190 см. По словам Меркуловой, Таргим отличался пылким нравом: если она опаздывала дать команду Таргиму на долю секунды, он не пытался исправить её действия. Во время одного выступления в Германии он дёрнулся вверх, когда Меркулова перехватывала повод, и сломал своей шеей руку всадницы. В больнице врачи наложили гипс и запретили Меркуловой заниматься верховой ездой в течение двух месяцев, но через две недели Меркулова вернулась в седло, держась за повод двумя пальцами. Она выступала попеременно на Таргиме и на Амаретто (рост 160 см), причём последний чаще выражал готовность «сотрудничать» с Меркуловой на выступлениях. Также Меркулова в течение двух лет пробовала выступать на коне по кличке Чак, однако тот постоянно забывал разучиваемые элементы, и она в итоге отправила его в другую группу.

### Выступления

#### Ранние
В составе сборной СССР и России Меркулова неоднократно пыталась отобраться на Олимпийские игры, однако это не удавалось долгие годы по ряду причин. В частности, после распада СССР, по словам Меркуловой, всё поголовье было распродано по таким дешёвым ценам, которых никогда не было на мировом рынке.
В 2006 году Потураева завоевала Кубок Президента, один из наиболее престижных трофеев в российском конном спорте. Через год в розыгрыше кюре Большого Приза Кубка Президента она вместе со своим скакуном Зорро уступила в выездке несколько баллов Анне Ивановой, победившей вместе со скакуном Роял Блэк Лейбл, а третье место заняла Анна Пыркина на Бовари.
На Олимпиаду в Лондоне Меркулова не попала из-за стечения обстоятельств: на предолимпийском чемпионате Европы 2011 года российская сборная не получила лицензию, а на получение индивидуальных лицензий не хватило времени (1 марта 2012 года был закрыт допуск на участие в Олимпиаду). За три года до этого конь по кличке Славянск, на котором выступала Меркулова, пал от заворота кишок: остальные лошади тогда были слишком молоды для выступлений. В марте 2012 года Меркулова стала старшим тренером сборной России по выездке, а после Олимпиады разработала план для Министерства спорта РФ, в котором указывалось требование заполучить две индивидуальные путёвки на Олимпийские игры 2016 года. Ей были отмечены турниры, в которых россияне должны были занять высокие места для попадания на Олимпиаду.
В 2014 году Меркулова выступила на Всемирных конных играх. 25 марта 2016 года на финале Кубка мира по конному спорту в Гётеборге она заняла 6-е место в программе Большого приза и квалифицировалась для участия в КЮРе 27 марта.

#### Олимпиада в Рио
Впервые Меркулова выступила на Олимпиаде в 2016 году в Рио-де-Жанейро на лошади по кличке Мистер Икс, которой на тот момент было 12 лет. Мистер Икс — полукровка, рождённый в Курской области от рабочей кобылы и жеребца тракененской породы: когда ему было 3 года, Меркулова приобрела его вместе с лошадью по кличке Воск, на котором выступала другой конник, Марина Афрамеева, также участница игр в Рио-де-Жанейро. По словам Меркуловой, у Мистера Икса от природы очень высокий ход, и ему тяжело идти в сторону во время выступлений: когда она выбирала лошадь, ей сначала показалось, что у Мистера Икса был плохой галоп и не было вообще шага, однако позже он сделал случайно несколько шагов, которые она посчитала идеальными для коня. Спустя полгода она уже высоко оценивала своего коня, назвав его «бриллиантом». По её словам, за Мистера Икс и Воска ей предлагали огромные деньги, однако Инесса отказалась продавать их.
В состав российской делегации конников вошёл также врач Юрий Файнштейн: команда прибыла в Рио-де-Жанейро из Бельгии, а лошадей доставили на грузовом Boeing 777-F: команда взяла свой овёс и австралийское сено для лошадей. В канун Олимпиады в Рио Меркулова занимала 5-е место в рейтинге Международной федерации конного спорта: согласно регламенту, на Олимпиаду попадали участники Топ-50 рейтинга федерации. Подготовка лошадей к турниру велась в течение 2,5 недель. На Олимпиаде в Рио она заняла 14-е место в соревнованиях Большого приза в выездке (результат 75,8%), а в переездке Большого приза стала 23-й (результат 73,154%) и не вышла в финал.
По состоянию на январь и февраль 2017 года занимала 6-е место в рейтинге Международной федерации конного спорта, на март 2017 года — 8-е место; в 2018 году входила в Топ-20 мирового рейтинга по выездке.

#### Травма в 2020 году и реабилитация
28 января 2020 года Меркулова проводила тренировки в Германии, готовясь установить рекорд и попасть в финал на одной лошади шестой раз подряд. К тому моменту она прошла в финал Кубка мира, но должна была отобраться и на другой лошади. По словам Инессы Викторовны, у неё под вечер наклонилась и сильно закружилась голова, когда она пошла надевать шпору. Несмотря на предложения коновода не садиться в седло, Инесса всё же решила продолжить тренировку: проехав два круга, она потеряла сознание верхом на лошади и упала. Лошадь в это момент, отскакивая от Меркуловой, «тиранула по спине крупом». Коновод вызвала скорую помощь: через 4,5 минуты прибыли два реанимобиля, которые в течение часа оказывали Инессе помощь, прежде чем доставить её в больницу.
Меркулова была госпитализирована в больницу Бремерхафенского университета: у неё диагностировали 13 переломов, в том числе травмы грудной клетки и двусторонний пневмоторакс. По словам врачей, при падении у Меркуловой повредились оба лёгких и не поступал кислород: если бы не прибыли врачи, Инесса прожила бы всего 15 минут после падения. Её ввели в искусственную кому, откуда пытались её дважды вывестм. 26 февраля, спустя месяц после происшествия, Меркулова пришла в сознание. В течение последующей недели Меркулова не могла повернуться даже на бок или поднять руки, чтобы взять стакан, однако вскоре она уже могла посидеть на кровати несколько секунд. На третью неделю Меркулова уже стояла около кровати и делала первые шаги, но последующее восстановление затянулось из-за пандемии COVID-19: спортсменку выписали из больницы, и ей пришлось дома перевязываться и колоть уколы. Несмотря на пессимистичные прогнозы врачей, Меркулова сумела сесть на лошадь уже через месяц после выписки из больницы. Согласно интервью 2021 года, у Меркуловой всё ещё оставалась некая немота в руках и проблемы с дыханием.

#### Олимпиада в Токио и последующие годы
На Олимпийских играх, прошедших в Токио в 2021 году, 56-летняя Инесса Меркулова стала самой возрастной спортсменкой в команде ОКР. По словам Меркуловой, организаторы предоставляли всем лошадям только сено и подстилку, а всё остальное участники соревнований по конному спорту везли сами: Мистер Икс стоял на японской бумаге, в то время как другие кони команды ОКР стояли на опилках и соломе. В личной выездке Меркулова выступила на Мистере Икс и заняла 5-е место в своей подгруппе (итоговое 31-е место), а в командной выездке стала 12-й со сборной.
В 2022 году впервые в своей карьере Инесса выиграла личный чемпионат России по выездке. В Большом призе и Переездке Меркулова заняла 2-е и 3-е места, выступая на своей второй лошади по кличке Борз, но в КЮР (произвольной программе) выступала на Мистере Иксе под фрагменты «Прощания славянки», «Калинки» и «Катюши», уверенно выиграв этот этап и одержав окончательную победу. В интервью Матч ТВ в ноябре 2023 года она сообщила, что Мистер Икс вышел на пенсию: последнее выступление с ним состоялось в сентябре 2022 года, а в дальнейшем Меркулова стала выступать на лошадях по кличке Борз и Арамисс.

## Личная жизнь
Муж — Анатолий Тихонович Меркулов, президент конно-спортивного клуба «Новый век», входил в делегацию команды ОКР на Олимпиаде в Токио. Дочь — Виктория, чемпионка Европы среди юниоров. Есть двоюродная сестра Марина Афрамеева, также конник.
Владеет немецким языком. Хобби — плавание и ландшафтный дизайн. На конюшнях клуба Меркуловой растут 5 тысяч роз, за которыми она ухаживает.
В 2016 году Инесса Меркулова и конь Витязь появились в эфире программы «Вечерний Ургант».

## Достижения
- Неоднократная чемпионка и призёр турниров СССР[2]
- Неоднократная чемпионка и призёр турниров России[2]
  - Неоднократная чемпионка России в командной выездке[21]: 2013[1], 2015 (группы A и B)[7]
  - Чемпионка России по личной выездке (группа C, молодые лошади): 2016[7]
  - Чемпионка России по личной выездке: 2022[21]
  - Обладательница Кубка России по выездке (группы A и B): 2015, 2017, 2018[7]
- Победительница и призёр этапов Кубка мира[2]
  - Финалистка Кубка мира: 2016[13], 2018[18]
- Победительница Центральной Европейской лиги[5][11]
- Неоднократная участница финалов Кубка мира[5], чемпионатов мира и Европы[2]

## Комментарии
1. ↑  В некоторых источниках названа племянницей[9][12]